# کاتلویل
کاتلویل (به انگلیسی: Cottleville) یک منطقهٔ مسکونی در ایالات متحده آمریکا است که در شهرستان سنت چارلز، میزوری واقع شده‌است. کاتلویل ۱۱٫۵۵ کیلومتر مربع مساحت و ۳٬۰۷۵ نفر جمعیت دارد و ۱۵۱ متر بالاتر از سطح دریا واقع شده‌است.